# Rio Trujala
Trujala é um rio do sul da Espanha, afluente do rio Guadalimar. Possui comprimento de 16 quilômetros e sua bacia é de 115 quilômetros quadrados. Embora de pouca entidade, tem um caudal permanente, que na época das chuvas, pode ter um carácter torrencial. No decurso de levantamentos no vale do Trujala realizados em 2005, foi encontrada uma grande estrutura que foi identificada como uma barragem de origem andalusina.

## Ligações Externas
Cartografia do Instituto Geográfico Nacional